# Adam de la Halle
Adam de la Halle (ismert még Adam le Bossu néven is) 13. századi francia trubadúr, költő, zeneszerző. Irodalmi, illetve zenei munkássága sanzonokat, trubadúr stílusban írt párbeszédes formájú költeményeket (partimen), többszólamú rondókat tartalmaz, illetve egy chanson de geste-t, a Jeu de Robin et Mariont.

## Élete
Adam egyéb nevei (le Bossu d'Arras, Adam d'Arras) azt sugallják, hogy Arras városából való. A le Bossu (görbe hátú) gúnynév valószínűleg egy családnév volt, Adam nem tartotta magát görbe hátúnak. Apja, Henri de la Halle jól ismert lakó volt Arrasban. Adam nyelvtant, teológiát, illetve zenét tanult a ciszterciek apátságában. Az apa és fia részesei voltak a polgári viszályoknak Arrasban, rövid ideig menedéket kerestek Douaiban. Adam feleségül vett egy bizonyos Mariet, aki megjelenik számtalan dalában, rondelben, illetve partimenben. Később csatlakozott Robert d'Artois udvarához, majd I. Károly szicíliai királyhoz. 
Károly udvarában megírta a Jeu de Robin et Mariont, leghíresebb munkáját. Adam rövidebb darabjainak van zenei kísérete. A Jeu de Robin et Marionról azt mondják, hogy a legkorábbi francia darab, ami világi témát dolgoz fel. A történet, amelyben elmeséli, hogyan állt ellen Marion a lovagnak, és maradt hűségesnek Robinhoz, egy régi sanzonon alapszik, a Robin m'aime-n. Ez párbeszédeket tartalmaz, amelyek refrénekkel vannak variálva. Ezeknek a dallamoknak van egy népzenei stílusa, illetve sokkal spontánabbak, mint a bonyolultabb dallamok. 
Egy másik darabja, a Le jeu Adan vagy Le jeu de la Feuillee egy szatirikus dráma, amelyben bemutatja magát, apját és Arras polgárainak sajátosságát. A munkája tartalmaz egy szatirikus búcsút Arrastól és egy befejezetlen sanzont I. Károly tiszteletére. A Le roi de Sicile egy másik rövid darab, illetve a Le jeu du pelerint is neki tulajdonítják. 
Az ismert művei között említhetünk harminchat sanzont, negyvenhat rondelt, tizennyolc partiment, tizennégy rondót, öt motettát, egy virelai-t, egy ballettet, egy dit d'amourt és egy congét.